# Maria Thalheim

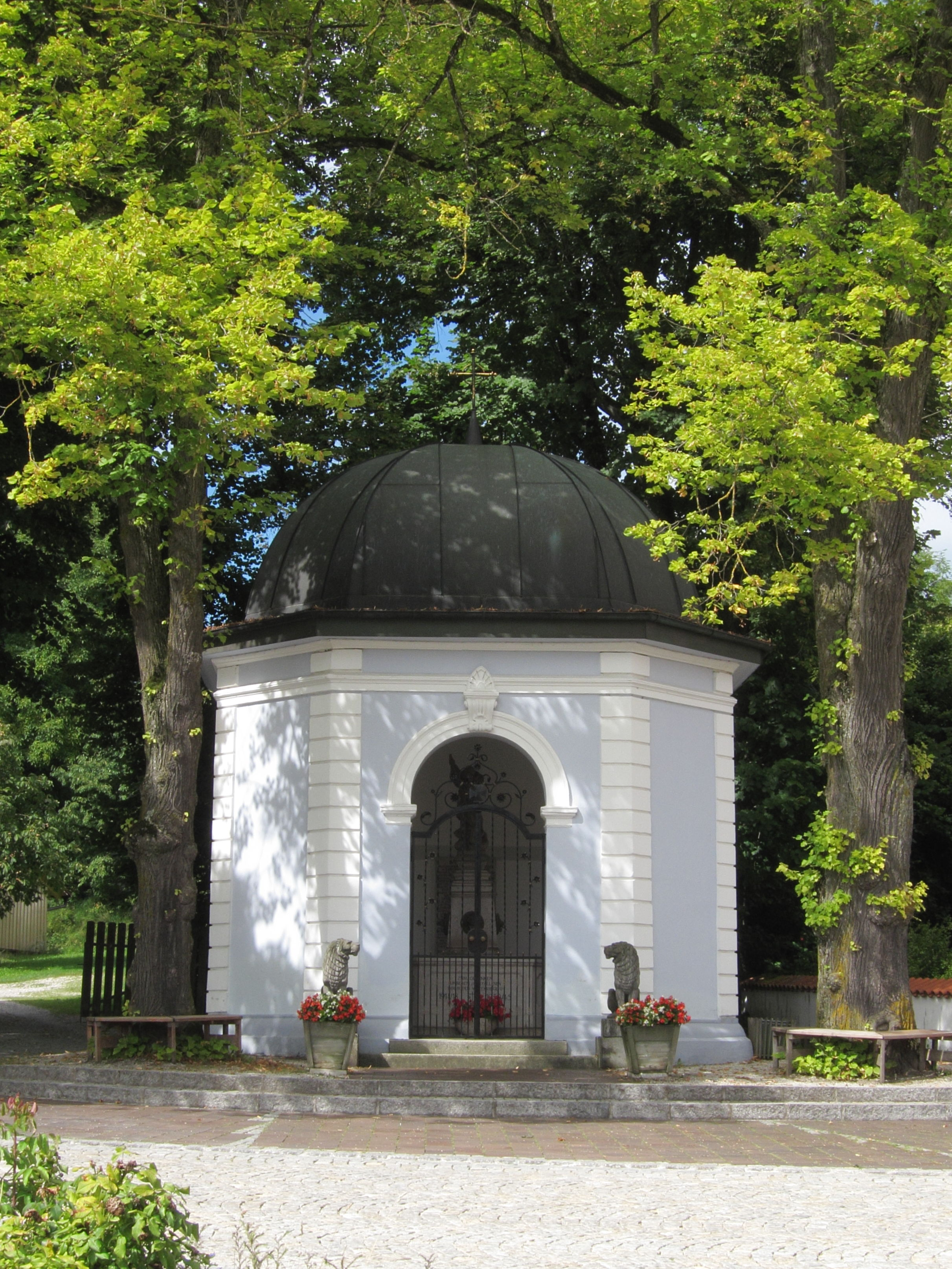
Brunnenhaus

Maria Thalheim (bis etwa 1950 Großthalheim, später Thalheim, seit etwa 1997 Maria Thalheim) ist ein Ort mit etwa 600 Einwohnern in der ländlich geprägten Gemeinde Fraunberg im oberbayerischen Landkreis Erding.

## Lage

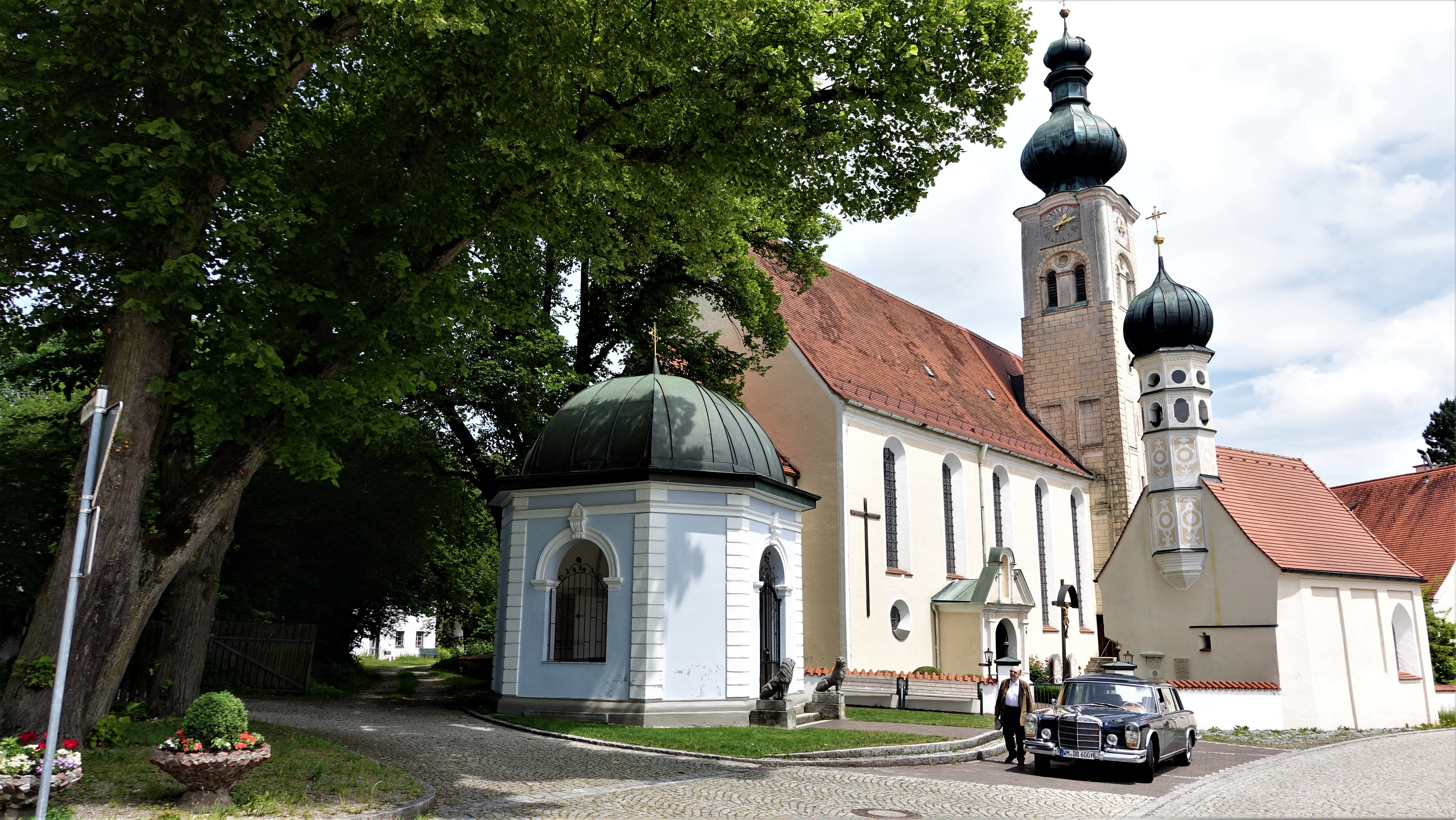
Wallfahrtskirche bei der „Maria unter dem Fliederbusch“. Kirche mit Zwiebelturm des 14. Jahrhunderts, Chor und Langhaus im Kern Ende 15. Jahrhundert, wohl von Hans Kogler 1670 barockisiert, von Johann Baptist Lethner 1736 umgestaltet

Der Wallfahrtsort Maria Thalheim liegt etwa 12 Kilometer in nordöstlicher Richtung von Erding entfernt zwischen Fraunberg (3,5 km) und Inning am Holz (4 km). Das Dorf liegt am Thalheimer Bach, der über den Bachhamer Bach in die Strogen entwässert, und damit im Grenzbereich zwischen den Landschaften Erdinger Holzland und Erdinger Moos.

## Geschichte
Bedingt durch das fruchtbare Ackerland im Bereich der Strogen war das Land schon früh besiedelt. 1048 oder 1068 werden der Ort und eine edle Familie von Talaheim erstmals urkundlich erwähnt. Die erste kirchliche Erwähnung als Thallhamb erfolgt im Jahr 1315 als Filiale der Pfarrei Riding. Die Wallfahrtskirche Maria Thalheim wurde erstmals im Jahre 1413 urkundlich erwähnt. Die Legende berichtet, dass zunächst eine Wallfahrt zu einem Marienbild unter einem Hollerstrauch im Ort entstand. Später sollte für das Bild eine Kirche am Berg errichtet werden. Doch das verehrte Marienbild sei immer wieder an den angestammten Ort in der Ortsmitte zurückgekehrt, an dem sich die heutige Kirche befindet.

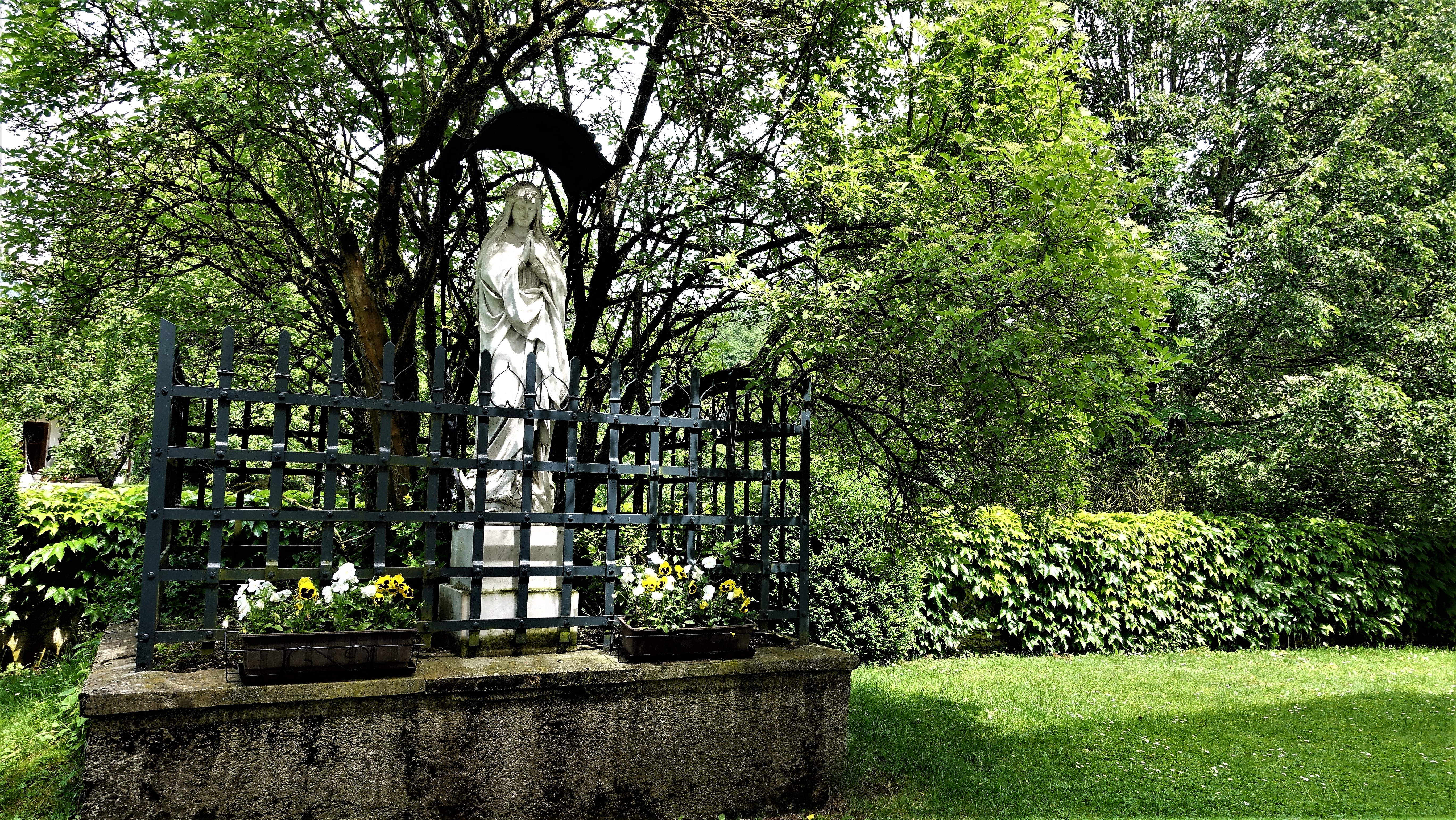
Maria unter dem Fliederbusch, Wallfahrtsort Maria Thalheim

Die politische Gemeinde Thalheim entstand durch das bayerische Gemeindeedikt von 1818. Sie umfasste die Orte Bachham, Berg, Bergham, Eck, Edersberg, Endham, Gigling, Großhündlbach, Großstürzlham, Grün, Hainthal, Hinterbaumberg, Holz, Kemoding, Loodermoos, Kleinhündlbach, Kleinstürzlham, Kleinthalheim, (Groß-)Thalheim, Oberbierbach, Rappoltskirchen, Unterbierbach und Vorderbaumberg. Am 1. Juli 1974 erfolgte der freiwillige Zusammenschluss der vorher selbstständigen Gemeinden Fraunberg, Reichenkirchen und Thalheim.
Erst zum 15. August 2000 wurde Thalheim in Maria Thalheim umbenannt, um Verwechslungen mit gleich benannten Orten zu vermeiden und die besondere Bedeutung als Wallfahrtsort herauszustreichen.
Im Jahr 2011 wurden die langjährige Dorferneuerung in Maria Thalheim abgeschlossen. Dabei wurden insbesondere der Dorfplatz und der Dorfstadel erneuert und ein Trinkbrunnen für die Wallfahrer errichtet. Die Maßnahmen waren bereits in den 1990er Jahren in die Wege geleitet worden.

## Sehenswürdigkeiten

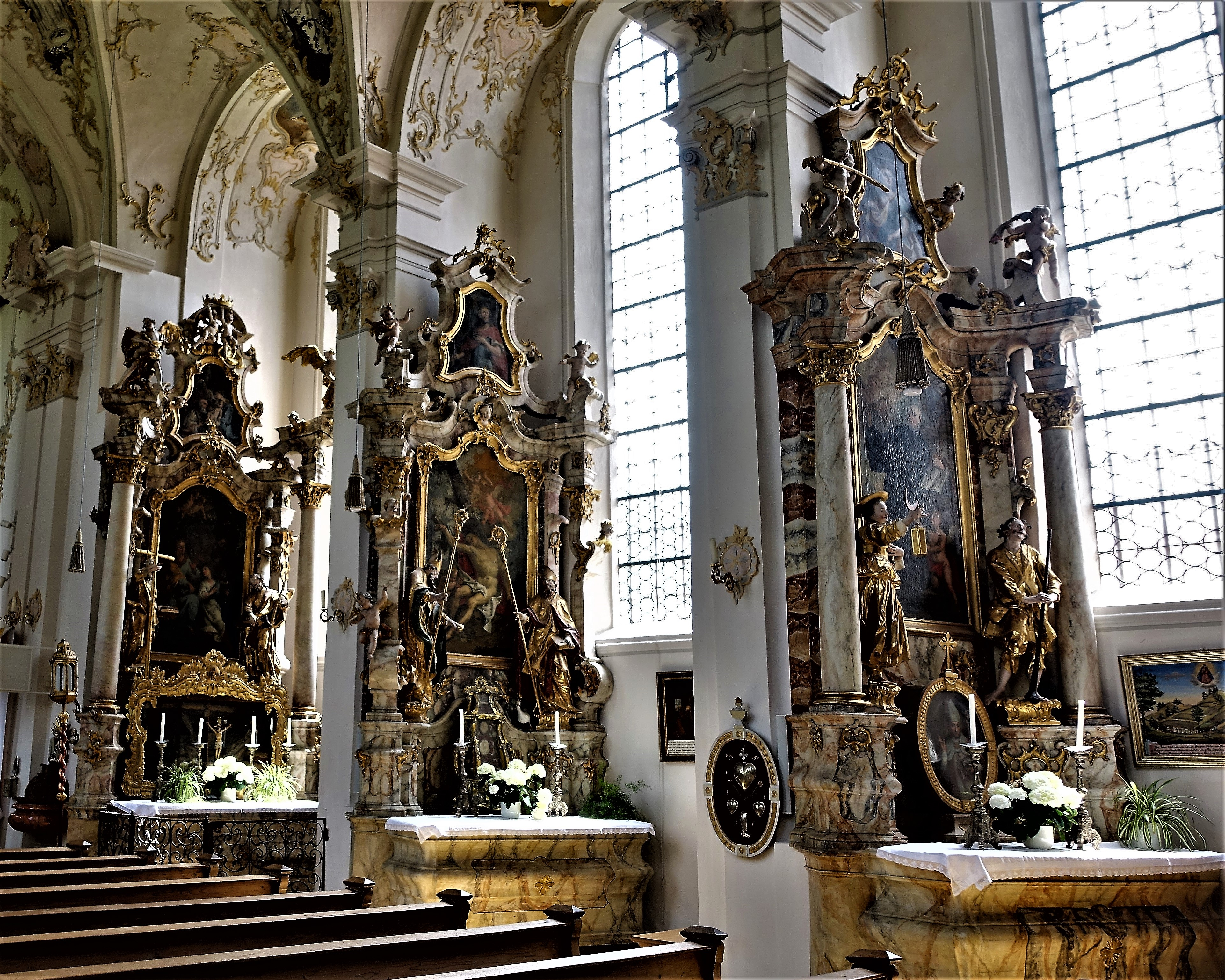
Blick auf die rechten Rokoko-Seitenaltäre von Wallfahrtskirche Maria Thalheim

- Wallfahrtskirche Mariä Himmelfahrt: Das mehrfach umgebaute und erweiterte Kirchengebäude wurde ursprünglich im späten 15. Jahrhundert im spätgotischen Stil errichtete, die prächtige Innenausstattung ist aber eine Schöpfung des Rokoko-Zeitalters. Beim Wallfahrtsbild handelt es sich um eine spätgotische Madonna mit Jesuskind. Heute ist die Kirche eine Wallfahrtsstätte für Pilger aus ganz Bayern. Rund um Pfingsten kommen an manchen Tagen bis zu 5 Pilgergruppen mit je rund 100 Gläubigen.[8]
- Michaelikapelle: Die ehemalige Friedhofskapelle von Maria Thalheim befindet sich direkt neben der Wallfahrtskirche. Sie wurde Anfang des 16. Jahrhunderts im spätgotischen Stil erbaut und in der Barockzeit um einen Dachreiter mit Zwiebelhaube ergänzt.
- Brunnenhaus: In dem oktogonalen Bau direkt neben der Wallfahrtskirche war ehemals ein Trinkbrunnen für die Wallfahrer untergebracht. Dieser wurde 1966 entfernt, da in dem Brunnenhaus das neue Kriegerdenkmal untergebracht wurde. 2011 konnte – durch den örtlichen Obst- und Gartenbauverein finanziert – an anderer Stelle wieder ein Trinkbrunnen errichtet werden.

## Infrastruktur
In Maria Thalheim liegt eine der zwei Volksschulen der Gemeinde. Außerdem besitzt Maria Thalheim eine Freiwillige Feuerwehr und die katholische Wallfahrtskirche Mariä Himmelfahrt, die gleichzeitig Hauptkirche der Pfarrkuratie Maria Thalheim ist. Als ergänzendes Angebot für die Pilger steht der 8,2 Kilometer lange Marienweg, ein beschilderter „spiritueller Wanderweg“ auf den Anhöhen rund um das Dorf, zur Verfügung.

## Persönlichkeiten
- Emil Lang (1909–1944), Offizier der Luftwaffe, Jagdflieger